# Краснопавловское водохранилище
 Краснопа́вловское водохранилище  (укр.  Краснопа́влівське водосховище) — русловое водохранилище с дополнительным искусственным питанием на реке Попельной, расположенное в Лозовском районе Харьковской области. Объём воды — 0,41 км³. Площадь водосборного бассейна — 232 км². Высота над уровнем моря — 120,0 м.

## Описание
Водохранилище было сооружено в 1984 году, как составная часть канала Днепр — Донбасс. Его объём 410 млн м³, форма неправильная, так как подпор воды канала затопил русла нескольких небольших рек. Водохранилище, главным образом, служит для обеспечения бесперебойной работы канала в случае аварии, а также как резервуар пресной воды для снабжения городов Харьков, Лозовая, Первомайский. Для этого водохранилище соединено с Харьковом водоводом длиной 142 км из двух труб, с пропускной способностью 4,3 м³/сек каждая. Таким образом, Краснопавловское водохранилище вместе с Печенежским водохранилищем являются главными источниками пресной воды для города Харькова. В 1989 году на Краснопавловское водохранилище приходилось 25 % снабжения города. Водохранилище имеет несколько гидротехнических сооружений, главная плотина водохранилища расположена у с. Надеждовка Лозовского района Харьковской области, в 6 км от устья реки Попельной.